# Cantone di Bavans
Il cantone di Bavans è una divisione amministrativa francese dell'arrondissement di Besançon e dell'arrondissement di Montbéliard, situato nel dipartimento del Doubs nella regione della Borgogna-Franca Contea.
È stato costituito a seguito della riforma approvata con decreto del 25 febbraio 2014, che ha avuto attuazione dopo le elezioni dipartimentali del 2015.

## Composizione
Comprende i 74 comuni di:
- Accolans
- Aibre
- Allondans
- Anteuil
- Appenans
- Arcey
- Bavans
- Belvoir
- Berche
- Beutal
- Blussangeaux
- Blussans
- Bournois
- Branne
- Bretigney
- Chaux-lès-Clerval
- Chazot
- Clerval
- Colombier-Fontaine
- Crosey-le-Grand
- Crosey-le-Petit
- Dampierre-sur-le-Doubs
- Désandans
- Dung
- Échenans
- Étouvans
- Étrappe
- Faimbe
- Fontaine-lès-Clerval
- Gémonval
- Geney
- L'Hôpital-Saint-Lieffroy
- Hyémondans
- L'Isle-sur-le-Doubs
- Issans
- Laire
- Lanans
- Lanthenans
- Longevelle-sur-Doubs
- Lougres
- Mancenans
- Marvelise
- Médière
- Montenois
- Onans
- Orve
- Pompierre-sur-Doubs
- Présentevillers
- La Prétière
- Rahon
- Randevillers
- Rang
- Raynans
- Roche-lès-Clerval
- Saint-Georges-Armont
- Saint-Julien-lès-Montbéliard
- Saint-Maurice-Colombier
- Sainte-Marie
- Sancey-le-Grand
- Sancey-le-Long
- Santoche
- Semondans
- Servin
- Sourans
- Soye
- Surmont
- Valonne
- Vaudrivillers
- Vellerot-lès-Belvoir
- Vellevans
- Vernois-lès-Belvoir
- Le Vernoy
- Villars-sous-Écot
- Vyt-lès-Belvoir